# Ukiah
Ukiah ist die Hauptstadt des Mendocino County im US-Bundesstaat Kalifornien, Vereinigte Staaten, mit 16.607 Einwohnern (Stand: 2020).

## Geographie
Ukiah wird wenige hundert Meter östlich in Nord-Süd-Richtung vom Russian River passiert. Die geographischen Koordinaten sind: 39,09° Nord, 123,12° West. Das Stadtgebiet hat eine Größe von 19,2 km². Die Stadt wird von Nord nach Süd vom U.S. Highway 101 durchquert.

## Klima
Der Sommer in Ukiah ist heiß und trocken. Die Durchschnittshöchsttemperatur liegt im Juli bei 32,5 °C. Die Extremtemperaturen sind 46 °C (in Juni, Juli, August, September) und −11 °C (Januar und Dezember). Schnee fällt selten in Ukiah. Am 2. März 1976 lagen mit 3,8 cm der meiste Schnee in der Geschichte der Stadt.

## Geschichte
Der ursprüngliche Name des Gebietes lautete Yokayo, stammte von den Pomo und bedeutete tiefes Tal oder südliches Tal. Dieser wurde durch die Angloamerikaner später zur Schreibweise Ukiah umgewandelt. Im Jahr 1856 kam der erste Siedler in die Gegend. Sein Name war Samuel Lowry. Das offizielle Gründungsdatum des Ortes ist 1876.

## Verkehr
Der Flugplatz Ukiah ist 2 km südlich der Stadt.

## Persönlichkeiten
- Phoebe Bridgers (* 1994), Indie-Rock-Musikerin; in Ukiah geboren[9]
- Shiloh Fernandez (* 1985), Schauspieler und Model, in Ukiah geboren[10]
- Holly Near (* 1949), Liedtexterin, Sängerin, Schauspielerin und Lehrerin, in Ukiah geboren[11]
- Carl Sassenrath (* 1957), lebt heute in Ukiah[12]
- William H. Standley (1872–1963), Admiral und Diplomat, in Ukiah geboren
- Lyle Tuttle (1931–2019), US-amerikanischer Tätowierer, lebte und verstarb in Ukiah
- Robben Ford (* 1951), US-amerikanischer Gitarrist[13]